# Allodape nula
Allodape nula là một loài Hymenoptera trong họ Apidae. Loài này được Strand mô tả khoa học năm 1912.